# 2160 Spitzer
2160 Spitzer este un asteroid din centura principală, descoperit pe 7 septembrie 1956 de Goethe Link Obs..